# Thomas Bopp (Politiker)
Thomas S. Bopp (* 31. Dezember 1952 in Stuttgart) ist ein deutscher Politiker der CDU. Er war von 2007 bis 2024 Vorsitzender des Verbands Region Stuttgart und von 2008 bis 2011 Mitglied des Landtages von Baden-Württemberg.

## Ausbildung und Beruf
Thomas Bopp machte 1972 sein Abitur an der Freien Waldorfschule am Kräherwald in Stuttgart. Danach folgte ein Studium an der Fachhochschule für Technik in Stuttgart (Fachrichtung Architektur) bis 1977. In der gleichen Fachrichtung schloss er ein Studium an der Universität Stuttgart bis 1981 an, welches er als Diplom-Ingenieur beendete.
Von 1983 an arbeitete er als freier Architekt. Von 1983 bis 1989 war er dabei im Büro Möser und Bopp tätig und von 1989 bis 2007 Mitinhaber der Bopp Planungsteam GmbH. Seit 2008 ist er Mitinhaber der Bopp Herrmann Architekten GmbH. Er ist Mitglied des Aufsichtsrats der Internationale Bauausstellung 2027 StadtRegion Stuttgart.

## Politik
Bopp wurde erstmals bei den Kommunalwahlen 1994 in die Regionalversammlung der Region Stuttgart gewählt. 1999, 2004 und 2009 wurde er jeweils wiedergewählt. Ab dem 1. Januar 2007 war er als Nachfolger von Jürgen Fritz Vorsitzender des Verbands Region Stuttgart. Am 16. September 2009, am 17. September 2014 und am 19. September 2019 wurde er in diesem Amt für jeweils weitere fünf Jahre wiedergewählt. Am 18. September 2024 wurde Rainer Wieland zu seinem Nachfolger gewählt.
In die Landespolitik kam er am 2. Juni 2008 als Nachrücker für den ausgeschiedenen Abgeordneten Christoph Palmer. Im Landtag von Baden-Württemberg vertrat er den Wahlkreis Stuttgart II. Für seine Fraktion saß er im Ständigen Ausschuss sowie im Europaausschuss. Innerhalb der Fraktion war er in den Arbeitskreisen Recht und Verfassung und Europa aktiv.
Bopp war einer der sieben Befürworter des Projekts Stuttgart 21, die bei den von Heiner Geißler moderierten Schlichtungsgesprächen für Stuttgart 21 sprachen.
Bei der Landtagswahl 2011 konnte er sein Direktmandat nicht verteidigen und musste deshalb aus dem Landtag ausscheiden. Er unterlag mit 33,8 Prozent der Stimmen Werner Wölfle von den Grünen, der 34,2 Prozent der Stimmen erreichte. In absoluten Zahlen betrug sein Abstand auf Wölfle 301 Stimmen.

## Familie und Privates
Thomas Bopp ist verheiratet und hat zwei Kinder.